# Pedicularis limprichtiana
Pedicularis limprichtiana är en snyltrotsväxtart som beskrevs av Hand.-mazz.. Pedicularis limprichtiana ingår i släktet spiror, och familjen snyltrotsväxter. Inga underarter finns listade i Catalogue of Life.